# Khoulm
Khoulm ou Khulm, également connu sous l'appellation de Tashqurghan est une ville d'Afghanistan, dans la province de Balkh, à 60 km à l'est de Mazar-e-Charif.
Elle est située légèrement au sud des ruines de l'ancienne Aornos, détruite au XVIe siècle.